# Dove (chocolat)
Pour les articles homonymes, voir Dove.
Dove est une marque de chocolat détenue par Mars Incorporated.

## Histoire

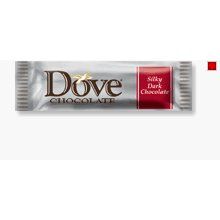
Dove barre au chocolat noir dans son emballage de 1998-2004. Note le logo utilise un oiseau Columbidae (Dove en anglais)

Dove fut créé en 1956 par Leo Stefanos, un immigrant gréco-américain de Chicago. La Dove Bar (variante glacée de la barre) fut vendue uniquement à Chicago jusqu'en 1985 lorsque la distribution commença dans quelques villes des États-Unis. En 1986, Dove Bar International Inc fut acquise par Mars Incorporated.
Les marques Dove et Galaxy couvrent une large gamme de produits incluant des barres chocolatées au chocolat au lait, chocolat noir ou caramel (chocolat au lait avec cœur moelleux au caramel), Fruit & Nut, Minstrels, Ripple, Amicelli, Duetto, Promises, et Truffle (chocolat au lait avec une truffe au centre). Ces produits peuvent contenir les mots "Jewels" et "Senzi" au Moyen-Orient. Les marques Dove et Galaxy commercialisent également des produits de chocolat au lait prêt à boire, de chocolat chaud en poudre, de gâteau au chocolat et de crème glacée.

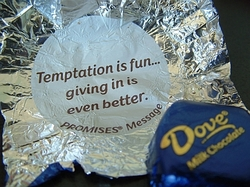
Dove chocolat au lait mini avec un message Promises.

La marque Dove est notamment connue pour les messages écrits à l'intérieur du papier argenté de chaque chocolat individuel. Cette marque de fabrication a inspiré, à l'instar de la marque M&M's avec myM&M's, la possibilité de personnaliser les messages au travers d'un site Internet dédié myDoveChocolate.
La vente du chocolat Dove en Amérique du Nord a été un cuisant échec car une marque du même nom, bien mieux connu des consommateurs, fabrique du savon.